# 横浜郵船ビル
横浜郵船ビル（よこはまゆうせん-）は、神奈川県横浜市中区海岸通にある1936年（昭和11年）に竣工したギリシャ・コリント式のビルである。和田順顕設計、大林組施工。日本郵船が土地・建物を所有している。

## 概要
戦後すぐの1945年（昭和20年）9月より1954年（昭和29年）7月まで（一部は1956年〈昭和31年〉8月まで）米軍に接収された時期もあったが、この接収期間を除き日本郵船の事務所（横浜支店）や客船乗組員の研修所（事務部属員養成所）として使用されてきた。
2003年（平成15年）には日本郵船歴史博物館として活用するため、1階オフィススペースの改装工事を実施した。この際、天井や照明デザイン、カウンターなどを竣工時の状態に復元する大規模な改修を行い、そのことが評価されて第15回BELCA賞のベストリフォーム部門（2006年）を受賞をしている。また、経済産業省の近代化産業遺産（2007年）や横浜市認定歴史的建造物（2025年）にも認定されている。
周辺一帯（海岸通り地区）の再開発の一環として、2025年（令和7年）5月7日から2026年（令和8年）秋頃までの予定で、Plan・Do・Seeが運営するホテルとして活用するための内部の改装工事（コンバージョン）を再び実施しており、同ホテルは2027年（令和9年）春頃開業予定である（#整備計画も参照）。

## 建物の前身
ジョン・ダイアックが設計した煉瓦造の日本郵船横浜支店（初代）が1888年（明治21年）に建てられたが、1923年（大正12年）の関東大震災で倒壊。その後、1936年（昭和11年）に日本郵船の創立50周年記念事業の一環で新たな横浜支店の建物（二代目）として、現在の横浜郵船ビルが建てられた。

## 整備計画
2021年5月の発表によると、横浜郵船ビルは隣接の横濱ビルと同じく日本郵船と三菱地所が2023年に解体し、跡地は横浜郵船ビルの外観など大部分を保全活用した上で最高高さ約112メートル・22階建てのオフィスビルが2027年に竣工する計画であった。
2021年10月に横浜市へ提出した計画によると、横浜郵船ビルは全館保存され解体が行われないこととなり、一方で隣接するビルの解体は当初の計画通り行われ、高さ約100メートル・21階建てのオフィスビルが建設される予定（海岸通り地区A-1地区、2027年1月竣工予定）である。なお、この再開発に伴い日本郵船歴史博物館は2023年4月1日から長期休館しているが、改装工事後の横浜郵船ビルはPlan・Do・Seeが運営するホテルとして保全活用することが決まっているため、同博物館は2027年春頃を目途に隣接する再開発ビル内に移転して再開館予定である。

## 撮影・ロケ
- 「華麗なる一族」第3回（2007年放映/TBSのテレビドラマ） - 劇中に主人公が訪問する銀行の外観として映る[26]。